# Volante d'Oro
Il Volante d'Oro (Goldenes Lenkrad in tedesco) è uno dei premi più famosi in Germania per i nuovi modelli di automobile.

## Storia
Il premio è un'iniziativa della casa editrice Axel Springer. Il premio esiste dal 1976 ed è organizzato dal quotidiano Bild e dal 2009 in collaborazione con la rivista AutoBild.

## Il voto

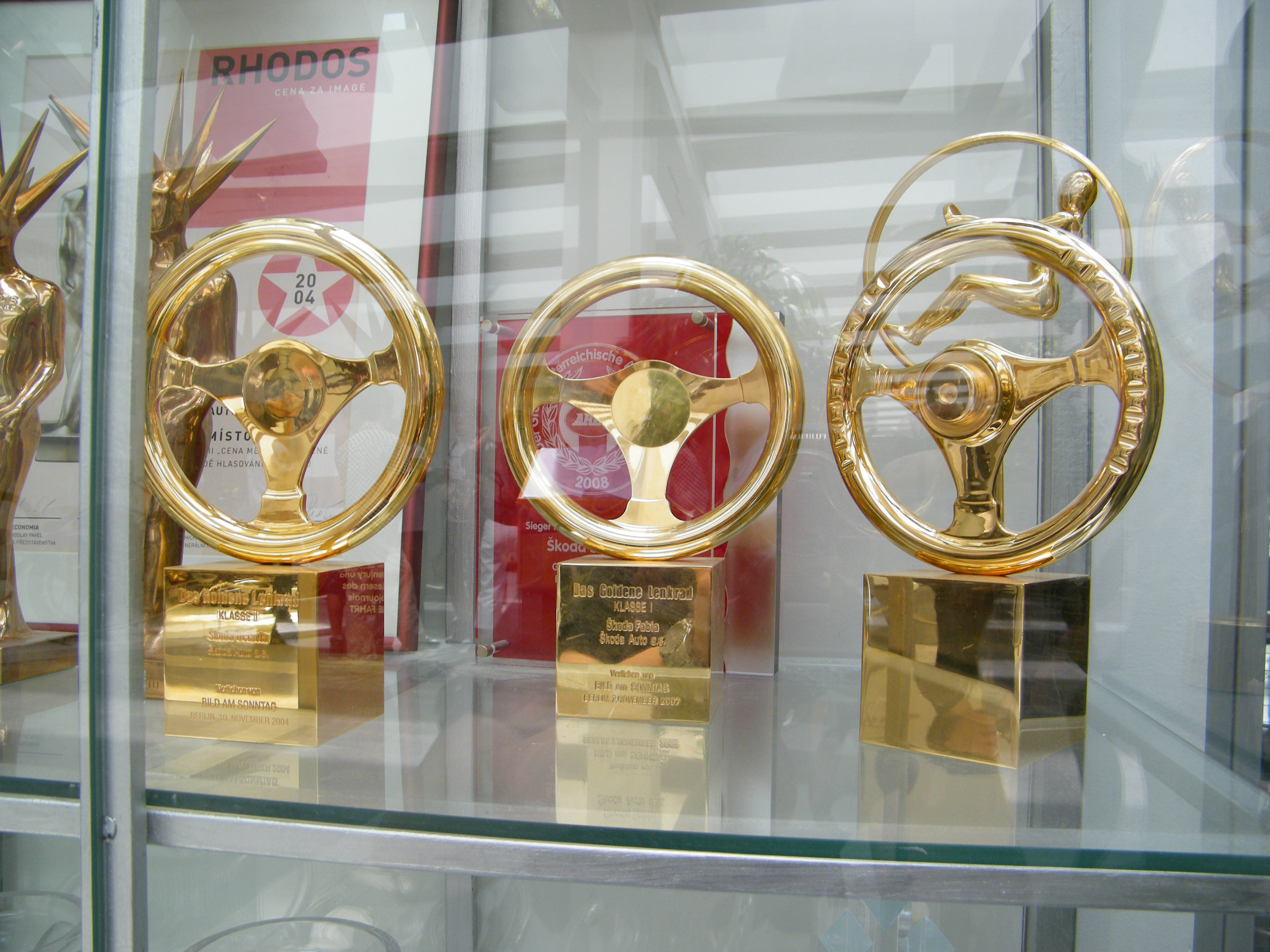
Il trofeo del Volante d'Oro

A differenza di altri premi automobilistici, come l'Auto dell'anno, il vincitore è determinato in due fasi. Nella prima parte i lettori europei votano il proprio modello preferito. Nella seconda parte una giuria di 50 esperti tra tecnici, piloti, direttori di testate specializzate e Vip provano le vetture selezionate giudicandole in base a dinamicità di guida, comfort e qualità.

## Il premio
Fatta eccezione per gli anni dal 2000 al 2002, la cerimonia si è sempre svolta nel Axel Springer Haus di Berlino.

### 2020
La cerimonia si è svolta a novembre 2020. La giuria era composta da Hans-Joachim Stuck, Daniel Abt, Kai Pflaume Sidney Hoffmann, Lina van de Mars e Joachim Winkelhock.
- Piccole: Opel Corsa-e
- Compatte: Audi A3
- Medie: BMW 330e
- SUV compatti: Ford Puma
- SUV medi: Polestar 2
- SUV medi ibrido plug-in: Volkswagen Tiguan eHybrid
- SUV grandi: Kia Sorento
- Sportive: Porsche Taycan
- Auto più bella: Porsche Taycan
- Migliore auto inferiore a 25.000 euro: Hyundai i20
- Migliore auto inferiore a 35.000 euro: SEAT León
- Volante d'oro per l'innovazione: Lexus UX 300e

### 2019
Cerimonia svolta il 12 novembre 2019.
- Piccole: Audi A1
- Compatte: BMW Serie 1
- Medie: Tesla Model 3
- SUV compatti: Mazda CX-30
- SUV medi: Jaguar I-Pace
- SUV grandi: Audi e-tron
- Sportive: Toyota Supra
- Auto più bella: BMW Serie 8
- Migliore auto inferiore a 25.000 euro: Škoda Kamiq
- Migliore auto inferiore a 35.000 euro: Kia XCeed
- Volante d'oro per l'innovazione: Michelin Uptis - pneumatico senza aria

### 2018
Nel 2018 il concorso non si è svolto.

### 2017
Cerimonia svolta il 7 novembre 2017.
- Compatte: Opel Ampera-e
- Medio-alta: Volkswagen Arteon
- SUV compatti: Škoda Karoq
- Grossi SUV: Audi Q5
- Auto sportive: Porsche Panamera Sport Turismo
- Auto più bella: Aston Martin DB11
- Volante d'onore: Håkan Samuelsson

### 2016
Cerimonia svolta l'8 novembre 2016.
- Compatte: Renault Mégane IV
- Auto di lusso: Jaguar XF
- Volante verde (migliore novità per l'ambiente): BMW i3
- SUV compatti: Audi Q2
- Grossi SUV: Tesla Model X
- Auto sportive: Audi A5 Coupé
- Auto più bella: Alfa Romeo Giulia
- Volante d'onore: Mary Barra

### 2015
Cerimonia svolta il 9 novembre 2015.
- Piccole auto: Hyundai i20
- Compatte: Opel Astra K
- Medio-alta: Audi A4
- SUV: BMW X1
- Auto di lusso: BMW Serie 7
- Auto sportive: Audi R8
- Auto familiari: BMW Serie 2 Active Tourer
- Volante d'onore: Ratan Tata

### 2014
Cerimonia svolta l'11 novembre 2014.
- Piccole auto: Mazda 2
- Compatte: Volkswagen Golf Sportsvan
- Medio-alta: Volkswagen Passat
- SUV: Porsche Macan
- Cabrio: Porsche 911 Targa 4S
- Auto sportive: Porsche Cayman GTS
- Volante verde (migliore novità per l'ambiente): Volkswagen Golf GTE
- Volante d'onore: Elon Musk

### 2013
Cerimonia avvenuta il 12 novembre 2013.
- Compatte: Volkswagen Golf
- Medio-alta: Audi A3 sedan
- Coupé-cabrio: Jaguar F-Type
- Auto di lusso: Mercedes-Benz Classe S
- SUV: BMW X5
- Monovolumi: Citroën C4 Picasso
- Volante verde (migliore novità per l'ambiente): BMW i3
- Volante d'onore: Peter Schreyer

### 2012
Cerimonia avvenuta il 7 novembre 2012.
- Piccole auto: Renault Clio IV
- Compatte: Audi A3
- Medio-alta: BMW Serie 3
- Coupé-cabrio: Ferrari F12berlinetta
- SUV: Mercedes-Benz Classe M
- Monovolumi: Opel Zafira Tourer
- Volante verde (migliore novità per l'ambiente): Toyota Yaris Hybrid
- Volante d'onore: Ferdinand Piëch
- Volante d'oro per la miglior campagna pubblicitaria: BMW-Kampagne "xDrive Mountain"

### 2011
Cerimonia svoltasi il 9 novembre 2011.
- Piccole auto: Volkswagen up!
- Compatte: BMW Serie 1
- Medio-alta: Audi A6
- Cabriolet: Mercedes-Benz Classe SLK
- Auto sportive: Porsche 911
- SUV: Mercedes-Benz Classe M
- Volante verde (migliore novità per l'ambiente): Peugeot 3008 HYbrid4/Citroën DS5
- Volante d'onore: Alan Mulally
- Volante d'oro per la miglior campagna pubblicitaria: Alfa Romeo Kampagne „Ich bin Giulietta“

### 2010
Cerimonia svolta il 3 novembre 2010.
- Piccole auto: Audi A1
- Compatte: Opel Meriva
- Medio-alta: Mercedes Classe CLS
- Auto di lusso: Audi A8
- Volante verde (migliore novità per l'ambiente): Peugeot iOn
- Super Sports Car:
- Suv: Porsche Cayenne
- Monovolumi: Volkswagen Sharan
- Volante d'onore: Norbert Reithofer

### 2009
- Piccole auto: Volkswagen Polo V
- Compatte: Opel Astra J (2.532 punti)
- Medio-alta: Audi A5 (2.570 punti)
- Auto di lusso: Porsche Panamera (2.389 punti)
- Volante verde (migliore novità per l'ambiente): Toyota Prius
- Super Sports Car: Mercedes-Benz SLS AMG
- Van: Renault Scénic III
- Volante d'onore: Luca Cordero di Montezemolo

### 2008
- Piccole auto: Seat Ibiza
- Compatte: Volkswagen Golf VI
- Medio-alta: Škoda Superb II
- SUV: Audi Q5
- Coupé: BMW Serie 1 Coupé
- Volante verde (migliore novità per l'ambiente): sistema BlueTec (Mercedes-Benz)
- Volante d'onore: Franz Fehrenbach

### 2007
- Piccole auto: Škoda Fabia
- Compatte: Peugeot 308
- Medio-alta: Audi A4
- SUV:
- Coupé: Mercedes SLR McLaren Roadster
- Volante verde (migliore novità per l'ambiente): Efficient Dynamics (BMW)
- Volante d'onore: Lewis Hamilton

### 2006
- Piccole auto: Mini
- Compatte: Volvo C30
- Medio-alta: Lexus IS
- SUV:
- Coupé: Mercedes CL
- Cabrio: Volkswagen Eos
- Volante d'onore: Martin Winterkorn

### 2005
- Piccole auto: Fiat Grande Punto
- Medio-alta: Volkswagen Passat
- Auto di lusso: Mercedes-Benz Classe S
- Super Sports Car: Porsche Carrera GT
- SUV: Audi Q7
- Van: Opel Zafira
- Volante d'onore: Dieter Zetsche

### 2004
- Piccole auto: Mitsubishi Colt
- Compatte: Škoda Octavia
- Auto di lusso: Audi A6
- Convertibili: Mercedes-Benz SLK
- Station wagon: Volvo V50
- Volante d'onore: Helmut Panke

### 2003
- Piccole auto: Citroën C2
- Compatte: Volkswagen Golf V
- Auto di lusso: BMW Serie 5
- Monovolumi compatte: Volkswagen Touran
- Cabrio: Mercedes-Benz CLK Cabriolet
- Volante d'onore: Robert A. Lutz

### 2002
- Piccole auto: Ford Fiesta
- Medio-alta: Opel Vectra
- Auto di lusso: Audi A8
- Monovolumi: Renault Espace IV
- SUV: Volkswagen Touareg
- Volante d'onore: Jürgen Hubbert

### 2001
- Piccole auto: Volkswagen Polo
- Medio-alta: Audi A4
- Auto di lusso: BMW Serie 7
- SUV: BMW X5
- Cabrio: Mercedes-Benz SL
- Volante d'onore: Joachim Milberg

### 2000
- Compatte: Alfa Romeo 147
- Medio-alta: Ford Mondeo
- Auto di lusso: Volvo S60
- Auto sportive: Porsche 911 Turbo
- Volante d'onore: Jacques Nasser

### 1999
- Piccole auto: Škoda Fabia
- Compatte: Lancia Lybra
- Medio-alta: Rover 75
- Monovolumi: Opel Zafira
- Volante d'onore: Louis Schweitzer

### 1998
- Piccole auto: Peugeot 206
- Compatte: Ford Focus
- Medio-alta: BMW 320i
- Auto di lusso: Mercedes-Benz W220
- Volante d'onore: Jürgen Schrempp

### 1997
- Piccole auto: Seat Arosa
- Compatte: Mercedes-Benz Classe A
- Auto di lusso: Audi A6
- Monovolumi: Renault Espace III
- Volante d'onore: Ferdinand Piëch

### 1996
- Piccole auto: Ford Ka
- Compatte: Audi A3
- Medio-alta: Volkswagen Passat
- Cabrio: Mercedes-Benz SLK
- Volante d'onore: Wendelin Wiedeking

### 1995
- Compatte: Fiat Brava
- Medio-alta: Opel Vectra
- Auto di lusso: BMW 528i
- Coupé: Alfa Romeo GTV
- Volante d'onore: Giorgetto Giugiaro

### 1994
- Piccole auto: Volkswagen Polo
- Medio-alta: Opel Omega
- Auto di lusso: Audi A8
- Cabrio: BMW 318i Cabrio
- Volante d'onore: Bernd Pischetsrieder

### 1993
- Piccole auto: Fiat Punto
- Compatte: Peugeot 306
- Medio-alta: Mercedes-Benz Classe C
- Station wagon: Audi 100 Avant
- Volante d'onore: Michael Schumacher

### 1992
- Piccole auto: Nissan Micra
- Compatte: Renault 19
- Medio-alta: Mazda 626
- Fuoristrada: Mitsubishi Pajero
- Volante d'onore: Louis R. Hughes

### 1991
- Compatte: Volkswagen Golf
- Medio-alta: BMW 318i
- Auto di lusso: Mercedes-Benz Classe S
- Monovolumi: Renault Espace II
- Volante d'onore: Raymond Lévy

### 1990
- Piccole Auto: Renault Clio I
- Medio-alta: Nissan Primera
- Auto di lusso: Lexus LS
- Auto sportive: BMW 850i
- Coupé: Opel Calibra
- Volante d'onore: Carl Hahn

### 1989
- Compatte: Mazda 323 Mk5
- Medio-alta: Honda Accord
- Auto di lusso: Citroën XM
- Cabrio: Mercedes-Benz SL
- Volante d'onore: Eberhard von Kuenheim

### 1988
- Piccole auto: Mitsubishi Colt
- Medio-alta: Volkswagen Passat
- Auto di lusso: BMW 535i
- Volante d'onore: Daniel Goeudevert

### 1987
- Compatte: Honda Civic
- Medio-alta: Peugeot 405
- Auto di lusso: Opel Senator B
- Volante d'onore: Lee Iacocca

### 1986
- Piccole auto: Citroën AX
- Medio-alta: Audi 80
- Auto di lusso: BMW Serie 7
- Volante d'onore: Franz Stadler

### 1985
- Compatte: Mazda 323
- Medio-alta: Ford Scorpio
- Auto di lusso: Mercedes-Benz Classe S
- Volante d'onore: Giovanni Agnelli

### 1984
- Compatte: Opel Kadett
- Medio-alta: Mitsubishi Galant
- Auto di lusso: Renault 25
- Volante d'onore: Ferry Porsche

### 1983
- Piccole auto: Peugeot 205
- Compatte: Volkswagen Golf II
- Auto di lusso: Audi 200/BMW Serie 5
- Volante d'onore: Henry Ford

### 1982
- Piccole auto: Opel Corsa
- Auto di lusso: Audi 100
- Auto sportive: Toyota Supra

### 1981
- Compatte: Renault 9
- Medio-alta: Opel Ascona
- Auto di lusso: Mercedes-Benz Classe S

### 1980
- Compatte: Ford Escort
- Medio-alta: Renault Fuego/Volkswagen Passat
- Auto di lusso: Audi 200 5T

### 1979
- Compatte: Opel Kadett
- Medio-alta: Peugeot 505
- Auto di lusso: Mercedes-Benz Classe S

### 1978
- Compatte: Audi 80 LS
- Medio-alta: BMW Serie 3
- Auto di lusso: Opel Senator

### 1977
- Compatte: Volkswagen Passat
- Medio-alta: Audi 100 5E
- Auto di lusso: Mercedes-Benz W123

### 1976
- Piccole auto: Ford Fiesta
- Medio-alta: Audi 100
- Coupé: BMW Serie 6